# Odontestra goniosema
Odontestra goniosema là một loài bướm đêm trong họ Noctuidae.